# Hans Sturm
Pour les articles homonymes, voir Sturm.
Hans Sturm (né le 3 septembre 1935 à Schönau,  actuellement Świerzawa en Pologne et mort le 24 juin 2007 à Cologne), est un footballeur allemand des années 1950 et 1960.

## Biographie
Hans Sturm passe la majeure partie de sa carrière au FC Cologne. Avec ce club, il dispute 346 matchs, marquant 83 buts. Il joue notamment 113 matchs en Bundesliga et huit matchs en Coupe d'Europe.
Il est champion d'Allemagne en 1962 et 1964 et quart de finaliste de la Coupe d'Europe des clubs champions en 1965.
Hans Sturm reçoit trois sélections en équipe d'Allemagne. Avec la sélection allemande, il participe à la Coupe du monde 1958 en Suède puis à la Coupe du monde 1962 organisée au Chili. En 1958 il dispute le match pour la troisième place face à l'équipe de France.
Son fils Ralf est également footballeur professionnel pour le FC Cologne et inscrit 28 buts en 121 apparitions au poste d'attaquant entre 1988 et 1994.

## Palmarès
Hans Sturm remporte le titre de champion d'Allemagne en 1962 et 1964 avec le FC Cologne.
Il compte trois sélections en équipe d'Allemagne et termine quatrième de la Coupe du monde 1958 avec la sélection.